# Фрітігерн
Фрітігерн (*𐍆𐍂𐌹𐌸𐌿𐌲𐌰𐌹𐍂𐌽𐍃, д/н — бл. 382) — король вестготів у 376—382 роках. Ім'я перекладається як «Той, що жадає миру».

## Життєпис
Про походження Фрітігерна замало відомостей, але напевне він належав до панівної верхівки. Його статус не дорівнював до «короля», можливо, був одним із князів. Амміан Марцеллін називає його iudex (готською «рейкс»). Йордан відносить Фрітігерна до племінного дукса або королька (regulus). Ставка Фрітігерна розташовувалася біля Прута.
Сократ Схоластік, Созомен і Зосима у своїх творах описують конфлікт між Атанаріхом і Фрітігерном. Амміан Марцеллін і Філосторгій не згадують про цей конфлікт. Відповідно до праці Сократа, Фрітігерн і Атанаріх були суперниками. Війна між ними тривала в 372-376 роках. Її причинами було невдоволення частиною знаті монархічними зазіханнями Атанаріха. Також напевне Фрітігерн отримав від імператорської влади підтримку.
Після поразки від Атанаріха, Фрітігерн на чолі вірних вестготів прибув до лівого узбережжя Дунаю, де звернувся до імператора Валента по допомогу, відправивши як посланців готів-християн. Фрітігерн визнав зверхність імперії та отримав статус федерата. Натомість прийняв християнську віру у вигляді аріанства. Також разом з вождем Алавівом отримав право перебратися на римську територію.
Восени 376 року вестготи Алавіви та Фрітігерна з дружинами і дітьми (близько 8 тис. вояків, загалом до 40 тис. осіб) перейшли через Дунай коло Дуростора. Це призвело до великих труднощів. До того ж римські сановники Лупіцін і Максим примушували готів купувати за непомірними цінами харчі, часто поганої якості. Спочатку готи, не маючи готівки, платили одягом, килимами, зброєю та іншими цінними предметами. Згодом були змушені продавати в рабство навіть своїх дітей. Напруга, що зростала серед вестготів, змусила командувача римських військ у Фракії Лупіціна направити частину своїх загонів для охорони готів. Ці заходи послабили охорону дунайського кордону, внаслідок чого остготи на чолі з Алатеєм та Сафраксом приєдналися до Фрітігерна.
Того ж року Фрітігерна і Алавіва запросили на бенкет до Лупіціна в місто Маркіанополь, де їх намагалися взяти в заручники. Цим скористався Фрітігерн, що намагався стати єдиним королем вестготів, пожертвувавши Алавівом. Фрітігерн втік, а Алавіва, напевне, було вбито.
У 377 році підняв повстання проти римлян. Спочатку вождь вестготів біля Маркіанополя переміг Лупіціна. У підсумку під владою вестготів опинилася Фракія. До Фрітігерна приєдналися робітники й раби гірських копалень, римська голота, варвари. На бік повсталих перейшла римська військова частина з вестготів під орудою Сверіди і Колії, що не отримували платні. Фрітігерн намагався захопити Адріанополь, але невдало.
Утім, невдовзі війська, спрямовані імператорами Граціаном (паннонський дукс Фрігерід) та Валентом (коміт доместіків Рикімер, магістр кінноти Профутур, магістр піхоти Траян), відтіснили війська на чолі з Фрітігерном до Малої Скіфії. Але вестготи чинили запеклий опір, маючи підтримку з іншого боку Дунаю. У серпні 377 року при Саліції відбулася битва, у якій обидва супротивники зазнали важких втрат. Фрітігерн не зміг перейти в наступ, а римляни відступили до Маркіанополя. На деякий час Фрітігерн опинився блокованим, що призвело до голоду. Тоді король вестготів у союзі з остготами та аланами розпочав далекі рейди вглиб Фракії та Македонії.
У боях у Фракії війська Фрітігерна діяли з перемінним успіхом, але зрештою змусили римлян відступити до Родопських гір, а війська Граціана відступили до Іллірику. З появою імператора Валента на Балканах Фрітігерн вступив з ним у перемовини, пропонуючи укласти новий договір. Але перемовини не дали результату, тому почалися сутички між германцями та римлянами.
9 серпня 378 року у вирішальній битві біля Адріанополя Фрітігерн завдав рішучої поразки римському війську на чолі із імператором Валентом, який загинув. Але Фрітігерн не зміг захопити жодного значного міста, насамперед зазнав істотних невдач біля Адріанополя, Філіппополя і Перінфа. Невдовзі його військо розсіялось у пошуках харчів і можливої здобичі.
Голод і хвороби завдали значних збитків вестготам. Фрітігерн намагався змусити до миру нового імператора Феодосія I, але той вправними діями виснажував вестготів та їхніх союзників. Під час цього протистояння приблизно 382 року Фрітігерн помер. Це дало змогу імператорській владі укласти вигідні договори з різними племенами готів та аланів.